# Kendall Schmidt
Kendall Francis Schmidt (Wichita, Kansas; 2 de noviembre de 1990) es un actor, cantante, compositor, productor y bailarín estadounidense.
Se hizo popular tras protagonizar la exitosa serie de Nickelodeon, Big Time Rush. También es miembro de la banda homónima entre 2009 y 2013 y desde 2021 cuando el grupo anunció su regreso a los escenarios.
En su carrera como actor, ha interpretado varios papeles en series como ER, Sin rastro, Phil of the Future, Gilmore Girls, CSI: Miami, General Hospital, Ghost Whisperer y Frasier.
El primer sencillo de Schmidt con Heffron Drive, Parallel, fue lanzado en marzo de 2014 por su propio sello discográfico, Tolbooth Records.

## Biografía

### Primeros años
Schmidt nació el 2 de noviembre de 1990 en Wichita, Kansas, pero su familia se estableció en la ciudad de Andover. Sus padres son Kent y Kathy Schmidt, y es el menor de tres hermanos. Su interés por la actuación surgió debido a que sus hermanos mayores Kenneth (nacido en 1987) y Kevin (nacido en 1988), también deseaban seguir una carrera actoral. A los diez años se mudó con su familia a Los Ángeles, California. Actualmente sigue viviendo en Los Ángeles, California desde 2012.

### Carrera actoral
Comenzó a actuar a la edad de cinco, y a los seis Schmidt fue seleccionado para aparecer en el comercial de televisión de los cereales de marca Chex. A los nueve años fue contratado como doble del actor Haley Joel Osment en la película de Steven Spielberg, Inteligencia artificial. Schmidt celebró su cumpleaños en el set, y Spielberg y el elenco lo sorprendieron con un pastel de cumpleaños decorado con figuras de Star Wars. En los años siguientes realizó apariciones en varias series de televisión como Ghost Whisperer, General Hospital, Titus, Raising Dad, Gilmore Girls, CSI: Miami, ER, MADtv, Frasier y Phil of the Future, entre otras. 
En 2009, Schmidt fue el último actor en unirse a la serie de comedia musical Big Time Rush de la cadena Nickelodeon. El papel de Schmidt era originalmente del actor Curt Hansen, pero los productores notaron que parecía mayor que los demás miembros del reparto, y su voz sonaba demasiado similar a la de su compañero James Maslow, por lo que los decidieron reemplazarlo con Schmidt, por recomendación personal de Logan Henderson.

### Carrera musical

#### Big Time Rush
Schmidt es uno de los integrantes de la banda musical Big Time Rush, la cual está conformada por James Maslow, Carlos Pena Jr. y Logan Henderson y producida por Nick Records. En 2009, firmó junto a los otros miembros de la banda un contrato musical con el sello discográfico Columbia Records.

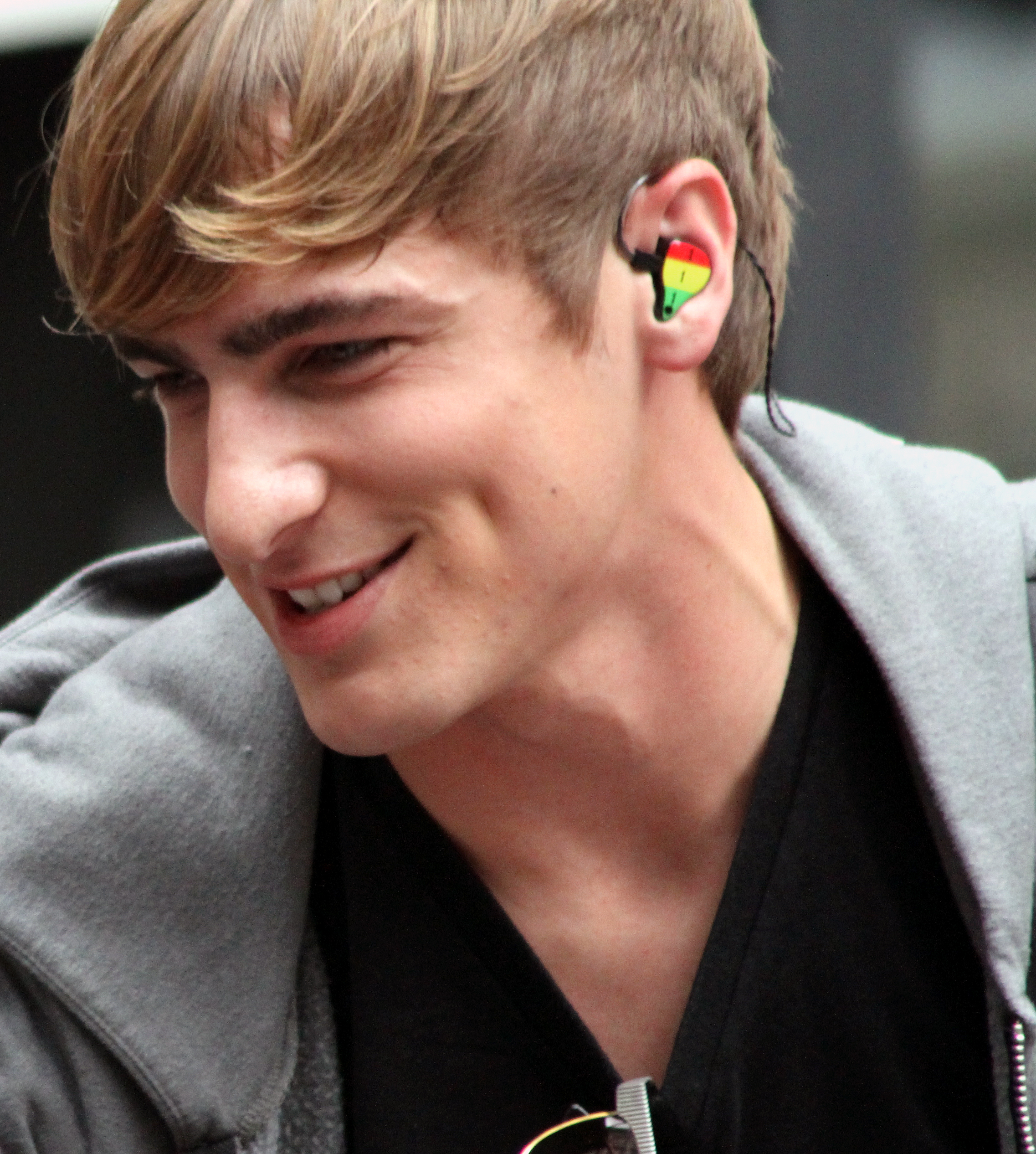
Schmidt, en una presentación de Big Time Rush en la ciudad de Nueva York, agosto de 2010.

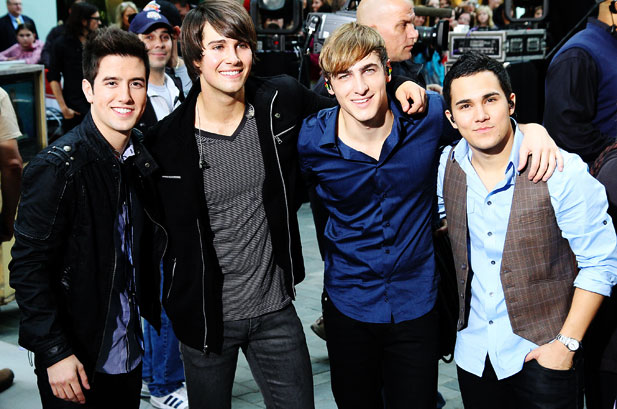
Schmidt, junto al resto de los integrantes de Big Time Rush en 2010.

Con Big Time Rush grabó varias canciones entre las que se encuentran: «Any Kind of Guy», «Nothing Even Matters», «Halfway There», «Famous», «Till I Forget About You» y su sencillo debut, «Big Time Rush». «Boyfriend» es el único sencillo oficial del álbum lanzado el 8 de febrero de 2011 y cuenta con la colaboración del rapero Snoop Dogg. La mayoría de los temas pueden escucharse en episodios de la serie.
El álbum debut de la banda salió a la venta el 11 de octubre de 2010 a través de Sony y Columbia Records. El disco alcanzó el puesto número tres en la lista Billboard 20,0 y el primer puesto en la lista de álbumes digitales de iTunes. Schmidt y el resto de la banda hicieron apariciones en los Kids' Choice Awards del 2010, y también en los Kids' Choice Awards del 2011, 2012 y 2013. El 21 de noviembre de 2011, Big Time Rush publicó su segundo álbum titulado Elevate, el cual incluye las canciones «If I Ruled the World», «Show Me», «Superstar», «Invisible», «Intermission», «Love Me Love Me», «Paralyzed», «All Over Again», «No Idea», «Cover Girl», «Time Of Our Life», «You´re Not Alone», «Elevate» y la más conocida, «Music Sounds Better With U». El 11 de junio de 2013, la banda publicó su tercer álbum, 24/Seven, que contiene temas como «Like Nobody's Around», «Song For You», «Confetti Falling» y «Picture This», entre otros. Junto con los demás miembros de BTR, Schmidt realizó varias apariciones especiales en series de Nickelodeon, entre las cuales están How to Rock, Marvin Marvin y Los pingüinos de Madagascar.
El 20 de abril de 2020, Kendall se reunió virtualmente con sus compañeros mientras subían un video en las plataformas de redes sociales de la banda, compartiendo algunos deseos para sus fanáticos sobre la pandemia de COVID-19.

#### Heffron Drive
En 2008, Schmidt junto a su amigo Dustin Belt formaron la banda Heffron Drive, cuyo nombre hace referencia a la calle donde se conocieron, Heffron Drive en Wichita, Kansas. Para impulsar su música, el grupo creó una cuenta en Myspace, donde publicaron videos y canciones de su autoría. Sin embargo, después de que Schmidt fuera seleccionado para formar parte de Big Time Rush, Heffron Drive pasó a un segundo plano. De todas formas, Belt consiguió colaborar como guitarrista de Big Time Rush en las giras musicales y en los momentos libres ambos amigos continuaron componiendo música.
En marzo de 2013, el dúo anunció que realizarían presentaciones en Austria y Alemania. En octubre de 2013, los miembros de Heffron Drive indicaron que emprenderían una gira musical por varias ciudades de Estados Unidos que iniciaría el 23 de noviembre hasta finales de diciembre. El 25 de marzo de 2014, la banda lanzó su primer sencillo llamado "Parallel" mediante el sello discográfico independiente Tolbooth Records, creado por el mismo Schmidt. Luego, anunciaron el lanzamiento de su primer disco que fue llamado Happy Mistakes. 
En 2015, realizaron una secuela de su primer disco Happy Mistakes, pero esta vez en versión acústica el cual fue nombrado Happy Mistakes Unplugged. Asimismo; anunciaron una nueva gira la cual contará con fechas en varias ciudades de varios países latinoamericanos tales como México (Ciudad de México, Monterrey y Guadalajara) y Argentina (Buenos Aires y Ciudad de Córdoba).

## Vida personal
En noviembre de 2023 se casó con su novia Mica. Ese mismo día anunció que iban a ser padres. Su hija Maple nació en marzo de 2024.

## Filmografía
| Películas y series de televisión | Películas y series de televisión | Películas y series de televisión | Películas y series de televisión                             |
| Año                              | Título                           | Papel                            | Nota                                                         |
| -------------------------------- | -------------------------------- | -------------------------------- | ------------------------------------------------------------ |
| 2001                             | Robertson's Greatest Hits        | Bill                             | Película para televisión                                     |
| 2001                             | Raising Dad                      | Noah                             | Episodio: "For Mature Audiences only"                        |
| 2001                             | According to Spencer             | Chad                             | Sin credita                                                  |
| 2001-2002                        | Gilmore Girls                    | Peter/Niño #1                    | Episodios: "Nick & Nora/Sid & Nancy" y "Application Anxiety" |
| 2002                             | Frasier                          | Joven Frasier                    | Episodio: "Rooms with a View"                                |
| 2004                             | ER                               | Damian                           | Episodio: "Shifts Happen"                                    |
| 2004                             | Phil of the Future               | Jake                             | Episodio: "Get Ready to Go-Go"                               |
| 2005                             | CSI: Miami                       | Dominic/Dominic Abeyta           | Episodios: "Hell Night" y "Legal"                            |
| 2008-2011                        | Poor Paul                        | Guitar John                      | Tres episodios                                               |
| 2009                             | Ghost Whisperer                  | Jeff                             | Episodio: "Slow Burn"                                        |
| 2009                             | Without a Trace                  | Shay Hanson                      | Episodio: "True"                                             |
| 2009-2013                        | Big Time Rush                    | Kendall Knight                   | Rol principal, serie de TV Nickelodeon                       |
| 2010                             | 7 secretos con Big Time Rush     | Él mismo                         | Especial de televisión Nickelodeon                           |
| 2011                             | BrainSurge                       | Él mismo                         | Programa de concursos                                        |
| 2011                             | Nick News                        | Él mismo                         | Episodio: "Lies We Tell In Middle School"                    |
| 2012                             | Big Time Movie                   | Kendall Knight                   | Película de TV Nickelodeon                                   |
| 2012                             | The Ellen DeGeneres Show         | Él mismo                         | Programa de televisión                                       |
| 2012                             | How to Rock                      | Él mismo                         | Actor invitado en un episodio                                |
| 2012                             | Figure It Out                    | Él mismo                         | Programa de concursos                                        |
| 2013                             | Marvin Marvin                    | Él mismo                         | Actor invitado en un episodio                                |
| 2015                             | Los Pingüinos de Madagascar      | Kendall el Cástor                | 1 episodio, voz                                              |
| 2016-2018                        | School of Rock                   | Justin                           | estrella invitada, 4 episodios, serie de TV Nickelodeon      |
| 2022                             | We Need To Talk                  | El mismo                         | Cameo, película                                              |

## Discografía

### Sencillos Promocionales
| Título                      | Año  | Posiciones en Listas | Álbum     |
| Título                      | Año  | US AC                | Álbum     |
| --------------------------- | ---- | -------------------- | --------- |
| "Blame It on The Mistletoe" | 2014 | 27                   | Sin álbum |

### Otras Canciones
| Año  | Título            | Otros artistas | Álbum                    |
| ---- | ----------------- | -------------- | ------------------------ |
| 2015 | "Night Like This" | Hilary Duff    | Breathe In. Breathe Out. |

### Créditos de composición
| Year | Título                        | Artista(s)    | Álbum          | Notas                                      |
| ---- | ----------------------------- | ------------- | -------------- | ------------------------------------------ |
| 2004 | "Boneyard (Dick Tracy Theme)" | The Blasters  | 4-11-44        | Escritor                                   |
| 2012 | "Music Sounds Better with U"  | Big Time Rush | Elevate        | Compositor                                 |
| 2012 | "Cover Girl"                  | Big Time Rush | Elevate        | Compositor                                 |
| 2012 | "Love Me, Love Me"            | Big Time Rush | Elevate        | Compositor                                 |
| 2012 | "Superstar"                   | Big Time Rush | Elevate        | Compositor                                 |
| 2012 | "You're Not Alone"            | Big Time Rush | Elevate        | Compositor                                 |
| 2013 | "24/Seven"                    | Big Time Rush | 24/Seven       | Compositor                                 |
| 2013 | "Get Up"                      | Big Time Rush | 24/Seven       | Compositor                                 |
| 2013 | "Crazy for U"                 | Big Time Rush | 24/Seven       | Compositor                                 |
| 2013 | "We Are"                      | Big Time Rush | 24/Seven       | Compositor                                 |
| 2013 | "Confetti Falling"            | Big Time Rush | 24/Seven       | Compositor                                 |
| 2013 | "Love Me Again"               | Big Time Rush | 24/Seven       | Compositor                                 |
| 2013 | "Just Getting Started"        | Big Time Rush | 24/Seven       | Compositor                                 |
| 2013 | "Untouchable"                 | Big Time Rush | 24/Seven       | Compositor                                 |
| 2014 | "Happy Mistakes"              | Heffron Drive | Happy Mistakes | Compositor, productor, productor ejecutivo |
| 2014 | "Parallel"                    | Heffron Drive | Happy Mistakes | Compositor, productor, productor ejecutivo |
| 2014 | "One Way Ticket"              | Heffron Drive | Happy Mistakes | Compositor, productor, productor ejecutivo |
| 2014 | "Division of the Heart"       | Heffron Drive | Happy Mistakes | Compositor, productor, productor ejecutivo |
| 2014 | "Had to Be Panama"            | Heffron Drive | Happy Mistakes | Compositor, productor, productor ejecutivo |
| 2014 | "Nicotine"                    | Heffron Drive | Happy Mistakes | Compositor, productor, productor ejecutivo |
| 2014 | "Art of Moving On"            | Heffron Drive | Happy Mistakes | Compositor, productor, productor ejecutivo |
| 2014 | "Passing Time"                | Heffron Drive | Happy Mistakes | Compositor, productor, productor ejecutivo |
| 2014 | "Could You Be Home"           | Heffron Drive | Happy Mistakes | Compositor, productor, productor ejecutivo |
| 2014 | "That's What Makes You Mine"  | Heffron Drive | Happy Mistakes | Compositor, productor, productor ejecutivo |
| 2014 | "Everything Has Changed"      | Heffron Drive | Happy Mistakes | Compositor, productor, productor ejecutivo |
| 2014 | "3 2 1"                       | Shinee        | I'm Your Boy   | Compositor                                 |